# 樺木科
桦木科共有6属，大约200种，都是落叶的乔木或灌木，一般都是原生于北半球温带的植物，只有很少几种是原生于南美洲安第斯山区。
以前桦木科的植物是被分为两科：桦木科和榛科，但现在不论是克朗奎斯特分类法或APG II 分类法都将这些植物分到一个科中。

## 利用
榛屬中的欧榛（Corylus avellana）和大果榛（Corylus maxima）被广泛种植以收获其可食用的坚果。
其他各属的植物有许多作为园艺品种，白桦树的树皮有很高的应用价值。中国东北的赫哲族人常用来制作船只和许多种实用的手工艺品。
本科乔木的木材坚硬，尤其是铁木属的植物，以前常被用来制造车论，水车等需要耐磨损的部件，现在这些部件一般都被金属制作的取代。
20140308多伦多皇家博物馆举办的「紫垣撷珍──故宫博物院藏明清宫廷生活文物」展出皇帝用弓箭之弓为桦木制。

## 下屬成員

### 現生物種
- 樺木亞科 Betuloideae
  - 榿木屬 Alnus Mill. 1754
  - 樺木屬 Betula L. 1753

- 榛亞科 Coryloideae

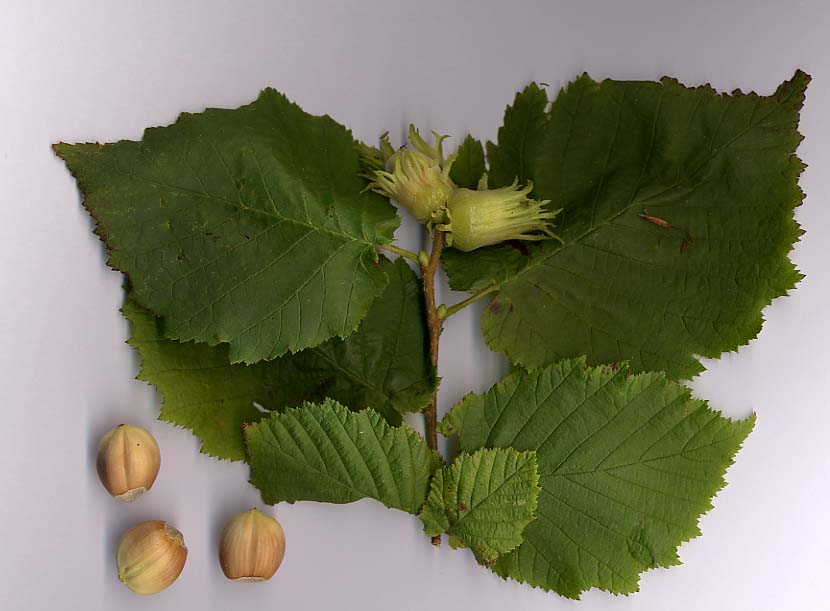
欧榛的枝叶和坚果

  - 鵝耳櫪屬 Carpinus L. 1753
  - 榛屬 Corylus L. 1753
  - 鐵木屬 Ostrya Scop. 1760
  - 虎榛子屬 Ostryopsis Decne. 1873

### 化石物種
- †Asterocarpinus
- †擬樺屬 Betulites
- †Coryloides（英语：Coryloides）
- †Cranea
- †Kardiasperma（英语：Kardiasperma）
- †Palaeocarpinus